# Typha sistanica
Typha sistanica là một loài thực vật có hoa trong họ Typhaceae. Loài này được De Marco & Dinelli miêu tả khoa học đầu tiên năm 1976.